# Державний лад Кірибаті
Кірибаті — суверенна демократична республіка, яка існує з 12 липня 1979 року. Столиця держави — Південна Тарава.

## Глава держави
Президент республіки Кірибаті офіційно іменується Беретітенті (Beretitenti). Президент — глава держави і Уряду. Кандидати на пост президента обираються з числа членів Парламенту його ж членами після того, як обраний Спікер Парламенту. Число кандидатів повинне бути не менше 3 і не більше 4 чоловік. У разі імпічменту функції президента переходять в руки Державної Ради до тих пір, поки не буде обрано нового президента. Якщо президент перестав виконувати свої функції з інших причин (не у випадку імпічменту) його функції переходять в руки Кауоман-ні-Беретітенті (віце-президента країни), при цьому його вступ на посаду президента має бути схвалено Манеабой-ні-Маунгатабу (Парламентом країни). І він виконує свої функції до тих пір, поки не закінчиться його президентський термін. У разі неможливості виконання функцій президента Кауоман-ні-Беретітенті президентом стає один з міністрів зі складу Кабінету міністрів.
Президент призначає Віце-президента, міністрів, атторней-генерала. Скликає Кабінет міністрів, головує на ньому. Президент може помилувати будь-яку людину, звинувачену в порушенні закону країни, дати відстрочку виконання вироку, полегшити покарання.

### Віце-президент
Віце-президент республіки Кірибаті офіційно іменується Кауоман-ні-Беретітенті (Kauoman-ni-Beretitenti). Віце-президент країни обирається президентом з числа міністрів і виконує функції, якими він наділений президентом.

## Виконавча влада
Виконавча влада знаходиться в руках Кабінету міністрів, який відповідальний перед Парламентом країни.
Кабінет міністрів республіки Кірибаті складається з президента (або Беретітенті), Віце-президента (або Кауоман-ні-Беретітенті), Атторней-генерала і не більше, ніж з 8 міністрів. Кабінет міністрів скликається президентом. Президент повинен головувати на всіх засіданнях Кабінету і оголошувати порядок денний засідання. Рішення Кабінету має силу тільки в разі присутності на засіданні не менше 5 міністрів.

### Міністри
Міністри призначаються президентом з членів Парламенту країни (або Манеаба-ні-Маунгатабу). Виконують завдання, поставлені перед ними президентом.

### Атторней-генерал
Атторней-генерал, головний радник Уряду, призначається і знімається з посади президентом. Атторней-генералом може стати тільки людина, яка працювала адвокатом у Верховному суді республіки Кірибаті. Атторней-генерал має право призначати і проводити судочинство, втручатися в судочинство і припиняти судочинство до винесення вироку.

### Секретар кабінету міністрів
Секретар кабінету міністрів — державна посада. Секретар відповідно до інструкцій, даними йому Кабінетом Міністрів, відповідає за організацію роботи і складання протоколу Кабінету. Виконує функції, які приписані йому Кабінетом міністрів чи Президентом.
29 липня 1994 року відбулися парламентські вибори, в результаті яких в Асамблею ввійшли 18 нових членів. Більшість у Парламенті були за опозицією. 1 жовтня 1994 року президентом республіки став Тебуроро Тіто (Teburoro Tito), переобраний згодом 27 листопада 1998 року і на третій термін в квітні 2003 року. Але на першому засіданні Парламенту і липні 2003 року йому було висловлено вотум недовіри. На дострокових президентських виборах виграв Аноте Тонг. Наступні вибори відбулися в липні 2007 року.

## Законодавча влада
Законодавча влада в республіці Кірибаті належить однопалатному Парламенту, офіційна назва якого Манеаба-ні-Маунгатабу (Maneaba ni Maungatabu). Парламент країни складається з 35 членів. Для виборів у Парламент республіка розділена на 23 виборчих округа. Членом Парламенту може стати тільки громадянин республіки Кірибаті, якому виповнився 21 рік. Право на голосування має тільки громадянин республіки, якому виповнилось 18 років. Парламент володіє правом законотворчості. Нові закони повинні отримати схвалення у Президента. Якщо Президент вважає, що новий закон суперечить Конституції, то закон відправляється на доопрацювання в Парламент. Якщо і на наступний раз Президент відхиляє прийняття закону, то справа переходить на розгляд до Верховного суду Кірибаті. Якщо Верховний суд вирішить, що новий закон не суперечить Конституції, Президент буде змушений схвалити закон. Парламент також має право вносити поправки до Конституції. Для цього необхідно, щоб у другому читанні поправку схвалили ⅔ членів Парламенту. Спікер Парламенту обирається членами Парламенту із кадрів, які не входять в його склад.

### Політичні партії
У країні відсутня традиція офіційно організованих політичних партій. Наявні партії нагадують більше фракції або групи тиску: у них нетштаб-квартира, офіційної ідеології і партійних структур.
Манеабан Те Маури (Maneaban Te Mauri) — консервативна партія, утворена в 1990-х роках в результаті об'єднання Національно-прогресивної і Християнсько-демократичної партій. Знаходилась у партії до 2003 року. На парламентських виборах у травні 2003 року отримала 24 місця. Лідер партії — Тебуреро Тіто (президент республіки Кірибаті в 1994—2003 роках).
«Боутокаан Те Коауа» (в пер. «Стовпи істини») — політична фракція супротивників. На парламентських виборах в травні 2003 отримали 16 місць. Член партії Аноте Тонг був обраний в липні 2003 року президентом республіки Кірибаті, набрав 47,4 % голосів. Лідер — Табераннанг Тімеон.
Національно-прогресивна партія була при владі до 1994 року, потім об'єдналася з Християнсько-демократичною партією; в теперішній час діє самостійно. Лідер партії Гаррі Тонг брав участь в президентських виборах від коаліції своєї партії і «Манеабан Те Маурі», але програв їх. «Маурін Кірибати Паті» — лідер партії Бануера Беріна (Banuera Berina), отримав на президентських виборах 2003 року 9,1 %.

## Судова влада
Головний суд країни — Верховний суд республіки Кірибаті. Верховний суддя призначається Президентом за порадою Кабінету міністрів після консультації з Комісією з питань державної служби. Інші судді також призчаються Президентом. Верховним суддею може стати тільки людина, що проходила практику за кордоном, 5 років з яких в ролі баррістера чи солісітора. Судова влада в республіці не залежить ні від Кабінету міністрів, ні від Парламенту. Згідно Конституції Кірибаті, судді Верховного суду можуть бути зняті з посади до закінчення строку тільки в випадку недієздатності або рекомендації незалежної слідчої колегії. Крім цього діє Апеляційний суд.

## Міжнародні відносини
Кірибаті — активний учасник Форуму тихоокеанських країн. Республіка також є членом Співдружності, Міжнародного валютного фонду і Міжнародного Банку. 1999 року Кірибаті стала повноправним членом ООН. У грудні 2003 року встановлені дипломатичні відносини з Тайванем. Кірибаті має дипломатичні відносини з Росією (встановлені з СРСР у 1990 році).
Кірибаті має історичні зв'язки з Великою Британією. Вважається, що першим британцем, який побував тут, є командор Джон Байрон, який відвідав острови в 1765 році. Пізніше в зв'язку з ростом британських поселень в Новому Південному Уельсі (Австралія) і збільшується роль китобійного промислу до 1870 року китобої були частими відвідувачами Кірибаті.